# Municipio de Darnen
El municipio de Darnen (en inglés: Darnen Township) es un municipio ubicado en el condado de Stevens en el estado estadounidense de Minnesota. En el año 2010 tenía una población de 292 habitantes y una densidad poblacional de 3,4 personas por km².

## Geografía
El municipio de Darnen se encuentra ubicado en las coordenadas 45°32′13″N 95°56′38″O / 45.53694, -95.94389. Según la Oficina del Censo de los Estados Unidos, el municipio tiene una superficie total de 85.79 km², de la cual 85,1 km² corresponden a tierra firme y (0,8 %) 0,69 km² es agua.

## Demografía
Según el censo de 2010, había 292 personas residiendo en el municipio de Darnen. La densidad de población era de 3,4 hab./km². De los 292 habitantes, el municipio de Darnen estaba compuesto por el 97,6 % blancos, el 0,34 % eran afroamericanos, el 0,34 % eran amerindios, el 1,03 % eran de otras razas y el 0,68 % eran de una mezcla de razas. Del total de la población el 10,62 % eran hispanos o latinos de cualquier raza.